# Zygmunt Lutomski

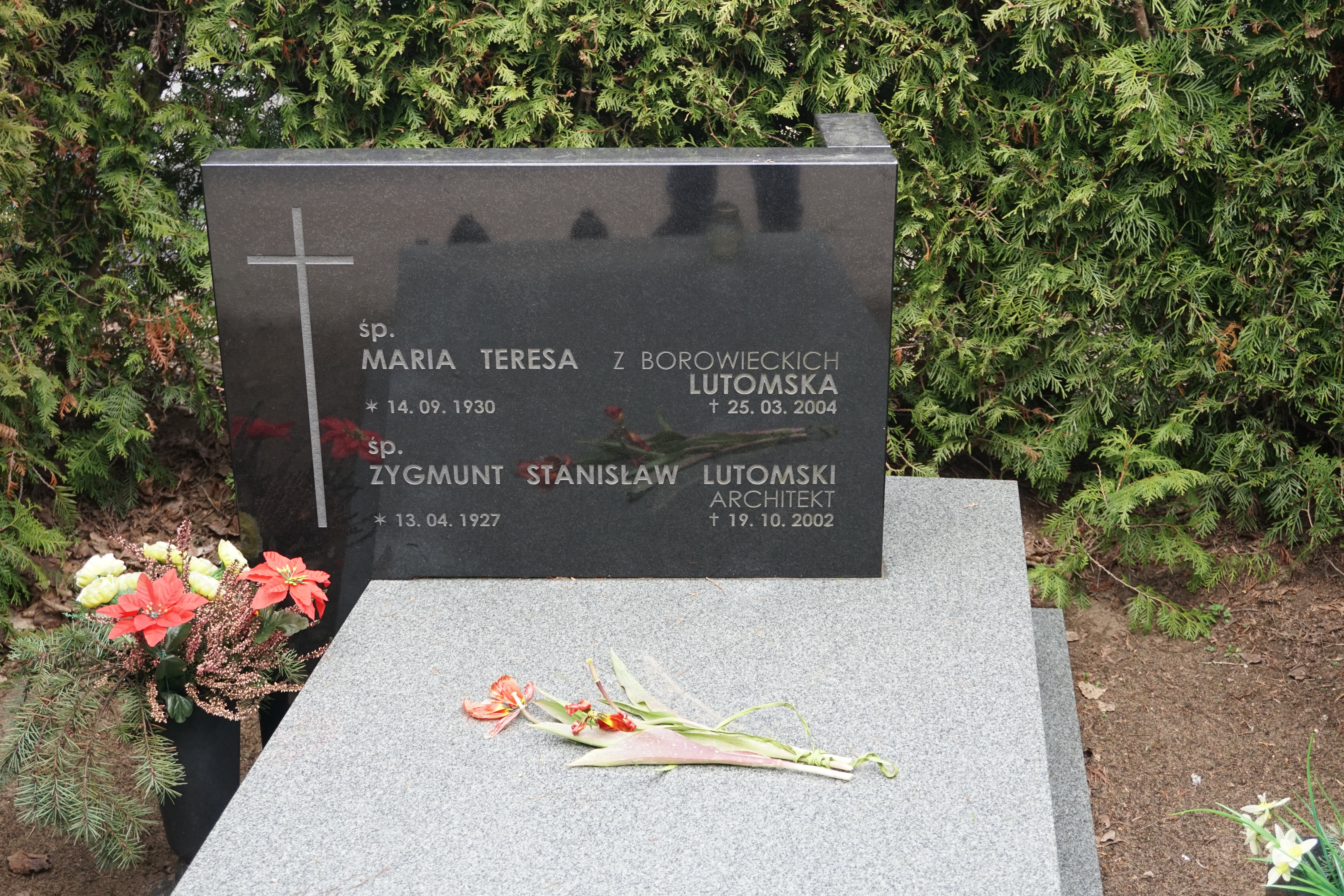
Grób Zygmunta Lutomskiego na Cmentarzu Junikowskim

Zygmunt Lutomski (ur. 13 kwietnia 1927 w Zbąszyniu, zm. 19 października 2002 w Poznaniu) – architekt poznański, nauczyciel akademicki.

## Życiorys
Absolwent Wydziału Architektury Szkoły Inżynierskiej w Poznaniu w 1952 roku i Wydziału Architektury Politechniki Wrocławskiej w 1959. Członek poznańskiego oddziału Stowarzyszenia Architektów Polskich (od 1960 roku) i Wielkopolskiej Okręgowej Izby Architektów RP.
Autor m.in. szkoły (VII LO) przy ul. Żeromskiego w Poznaniu (z Reginą Pawulanką), przedszkola przy ul. Opolskiej w Poznaniu, osiedli w Kaliszu, Zielonej Górze i Pile, biurowców przy ul. Piekary w Poznaniu (z Henrykiem Nowakiem), koncepcji centrum Piły (w zespole), przebudowy lub rewaloryzacji hoteli poznańskich (Lech, Wielkopolska, Poznański, Bazar), domu towarowego na Rynku w Słupcy, Ośrodka Nauki PAN w Poznaniu, pawilonu 14b na MTP, fabryk: czekolady Stollwerck w Tarnowie Podgórnym i MAN w Sadach, Hotelu Górskiego w Borowcu i terminali spedycyjnych. Wcześniej (w zespole) projektant Arsenału, Sukiennic i domków budniczych na Starym Rynku w Poznaniu. 
Odznaczony został Krzyżem Kawalerskim Orderu Odrodzenia Polski i Złotą Odznaką SARP. Pochowany w Alei Zasłużonych na Cmentarzu na Junikowie w Poznaniu (AZ-P-12).